# Ґан (грузинська літера)
Ґан (განი) — третя літера грузинської абетки.
Приголосна літера. Вимовляється як українська [ ґ ] (МФА [g]). За міжнародним стандартом ISO 9984 транслітерується як g.

## Історія
| Асомтаврулі | Нусхурі | Мхедрулі |
| ----------- | ------- | -------- |
|             |         |          |

## Юнікод
- Ⴂ : U+10A2
- გ : U+10D2